# Hať
Hať là một làng thuộc huyện Opava, vùng Moravskoslezský, Cộng hòa Séc.